# Запис храст код школе (Кавадар)
Запис храст код школе (Кавадар) се налази на парцели чији је власник Пољопривредно-ветеринарска школа.

## Локација
| Општина             | Рековац                                                                     |
| Катастарска општина | Кавадар                                                                     |
| Потес               | Село                                                                        |
| Координате          | 43° 50′ 15″ С; 21° 07′ 59″ И / 43.837499999999999° С; 21.132999999999999° И |
| Надморска висина    | 182m                                                                        |

## Карактеристике
Дендрометријске вредности утврђене на терену и сателитским снимцима:
| Стабло                     | Храст |
| Висина стабла              | m     |
| Обим дебла                 | m     |
| Пречник крошње             | 6m    |
| Пречник дебла              | m     |
| Висина дебла до прве гране | m     |

## База записа
Запис је у оквиру Викимедија пројекта "Запис - Свето дрво" заведен под редним бројем 1242.